# BDF-521
BDF-521 è una galassia remota con redshift di z=7,008 che corrisponde ad una distanza percorsa dalla luce per giungere fino alla Terra di 12,89 miliardi di anni luce.